# ون بيس تريزر كروز
ون بيس تريزر كروز (بالإنجليزية: One Piece Treasure Cruise)‏ هي لعبة فيديو تقمص الأدوار مقتبس من أنمي ون بيس من تطوير ونشر بانداي نامكو إنترتينمنت، صدرت في 12 ماي 2014 وتعمل على أجهزة أندرويد وآي أو إس.
فكرة اللعبة هي تنظيم أطقم مكونة من ستة شخصيات؛ وتنمو قدرات الشخصية مع تقدم اللاعب خلال اللعبة.
وقد حصلت اللعبة على أزيد من 10 ملايين عملية تنزيل على جوجل بلاي. وأزيد من 100 مليون في جميع أنحاء العالم.